# Milenov
Milenov település Csehországban, Přerovi járásban. Milenov Jezernice, Klokočí, Lipník nad Bečvou, Hranice és Hrabůvka településekkel határos. Lakosainak száma 425 fő (2024. január 1.).

## Népesség
A település lakosságának változását az alábbi diagram mutatja:
| Lakosok száma | 432  | 438  | 520  | 521  | 396  | 373  | 421  | 430  | 426  | 425  |
|               | 1869 | 1890 | 1921 | 1950 | 1980 | 2001 | 2017 | 2019 | 2022 | 2024 |